# Lutzmannsburg
Lutzmannsburg is een gemeente in de Oostenrijkse deelstaat Burgenland, gelegen in het district Oberpullendorf (OP). De gemeente heeft ongeveer 900 inwoners.

## Geografie
Lutzmannsburg heeft een oppervlakte van 23,2 km². Het ligt in het uiterste oosten van het land.

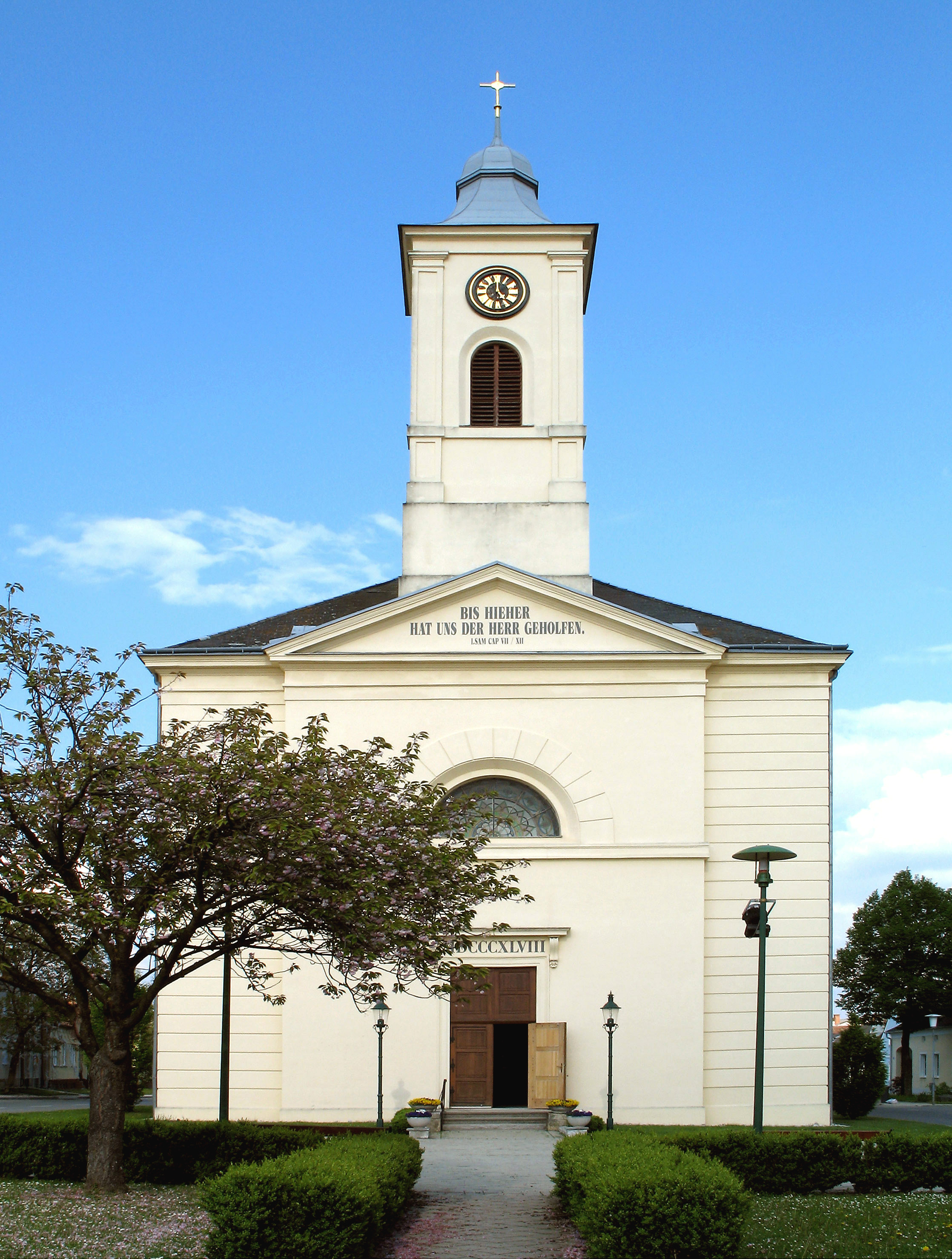
Kerk Lutzmannsburg

Kadastrale gemeenten zijn Lutzmannsburg en Strebersdorf.
Deutschkreutz · Draßmarkt · Frankenau-Unterpullendorf · Großwarasdorf · Horitschon · Kaisersdorf · Kobersdorf · Lackenbach · Lackendorf · Lockenhaus · Lutzmannsburg · Mannersdorf an der Rabnitz · Markt Sankt Martin · Neckenmarkt · Neutal · Nikitsch · Oberloisdorf · Oberpullendorf · Pilgersdorf · Piringsdorf · Raiding · Ritzing · Steinberg-Dörfl · Stoob · Unterfrauenhaid · Unterrabnitz-Schwendgraben · Weingraben · Weppersdorf
- Gemeinsame Normdatei: 4526906-3
- Library of Congress Control Number: n80106164
- Nationale Bibliotheek van Israël: 987007555056705171
- Virtual International Authority File: 154770168